# 아사노 도요미
아사노 도요미(浅野 豊美, 1964년 ~ ）는 일본 후쿠시마현 출신의 국제정치학자 겸 역사학자이다. 주쿄대 국제교양학부 교수이다.

## 약력
- 1997-1999년 아시아여성기금 위안부 관계자료위원회 위원
- 2001-2002년 국제일본문화연구센터 객원 조교수.

## 저서

### 공저
- （이종원・기미야 다다시）『歴史としての日韓国交正常化　脱植民地化編』（호세대 출판국、2012년）
- （이종원・기미야 다다시）『歴史としての日韓国交正常化　東アジア冷戦編』（호세대 출판국、2012년）

### 국역
- 살아서 돌아오다-해방공간에서의 귀환(솔 출판사, 이길진 역, 2005.11.30)